# Универсальные десантные корабли типа «Токто»
Универсальные десантные корабли типа «Токто» — серия вертолетоносцев проекта «LPX» ВМС Республики Корея, начатая 12 июля 2005 на верфях Hanjin Heavy Industries & Constructions Co. в Пусане. Названный в честь островов Токто — территории Южной Кореи, оспариваемой Японией, головной корабль серии был принят 3 июля 2007.

## Спецификации
Корабль имеет размеры: длина — 199 метров, ширина — 31 метр. Водоизмещение 14000 тонн (пустой), и 18000 тонн (полный).
Имеет доковую камеру для Десантно-гусеничных машин-амфибий (AAV7) и Десантных катеров на воздушной подушке LCAC. Под авианосной палубой расположен ангар.
Вместимость: 720 десантников, 400 членов команды, 10 танков, 10 грузовиков, 7 машин AAV,  10 вертолетов UH-60, и два катера LCAC либо 4 катера LCAS.
Системы самообороны: зенитно-ракетный комплекс ASMD (21 пусковая установка), зенитно-артиллерийский комплекс Goalkeeper (2 семиствольных 30 мм установки).
Рассматривается возможность базирования на «Токто» самолетов F-35B.
Скорость максимальная — до 22 узлов, крейсерская 18 узлов. Дальность плавания 10 тыс. миль. Мощность дизельной ГЭУ 30,6 МВт (4 установки SEMT Pielstick 16 PC 2,5)
Навигационная РЛС: AN/SPS-95K